# Psoralea mexicana
Psoralea mexicana är en ärtväxtart som först beskrevs av Carl von Linné d.y., och fick sitt nu gällande namn av Anna Murray Vail. Psoralea mexicana ingår i släktet Psoralea och familjen ärtväxter. Inga underarter finns listade i Catalogue of Life.